# Otacílio Costa
Otacílio Costa es un municipio brasileño del estado de Santa Catarina. Tiene una población estimada al 2021 de 19 201 habitantes.
Ubicado en la Sierra Catarinense, a 280 km de Florianópolis, su principal actividad económica es la industria de la madera y la celulosa.

## Historia
Su origen como localidad de Lages es bajo el nombre de Casa Branca. Más tarde fue llamada Encruzilhada.
La llegada de agricultores y la adquisición de grandes tierras ayudó a la expansión de la localidad, cuya mayor parte de tierra pertenecía a Otacílio Vieira da Costa, político y abogado catariense.
Se creó el distrito de Otacílio Costa en 1958, y se emancipó como municipio el 10 de mayo de 1982.